# 新德涅斯特罗夫斯克
新德涅斯特罗夫斯克（烏克蘭語：Новодністровськ，羅馬化：Novodnistrovsk，發音：[ˌnɔwod⁽ʲ⁾n⁽ʲ⁾isˈtrɔu̯sʲk]）是乌克兰西部切爾諾夫策州德涅斯特区新德涅斯特罗夫斯克市镇内的城市及该市镇的行政中心，2020年7月18日前为该州的州辖市。该市位于德涅斯特河畔，始建于1973年，面积7.09平方公里，海拔高度225米，2022年人口数量为10,463人。

## 來源
1. ↑   (PDF).   [2023-01-04]. （原始内容存档 (PDF)于2022-08-10）.